# Endocellion
Endocellion é um género botânico pertencente à família Asteraceae.